# ماء زهر (فرقة موسيقية)
ماء زهر هي فرقة فرنسية تعزف مزيجا من الموسيقى الإلكترونية والعالمية.

## تاريخ الفرقة
تم تشكيل الفرقة في نانت في عام 1993 مع بيير جان شابوت (المعروف باسم بي جي شابوت) على الكمان وجان كريستوف ويتشتر (المعروف باسم جاي سي.) على الإيقاعات والغناء. سميت الفرقة على اسم قطار عقد 1920 خلده إرفين روس ولحن كمان تشابي وايز "ورد أورنج الخاص." في عام 1994، انضم أوركريك (أورغن) إلى الفرقة وتم تسجيل أول شريط صوتي في سبتمبر. في عام 1995 استقرت الفرقة مع وصول كارلوس روبلز أريناس على الطبول، (دجيمب )é، وعينة، ورحيل أوركريك. القرص الأول، ورد أورنج، خرج في عام 1997 على بريكوسنوف إرمني التسمية، بيع 15000 نسخة.
قبل صدور ألبومهم الثاني، تأثرت المجموعة بالموسيقى العرقية والتقليدية. التقيا وتعاونا مع العديد من الفنانين غير الفرنسيين، مثل مجموعة الإيفوارية قرع يليمبا دابيدجان والمجموعة المصرية جنوب. قاموا بجولة في مصر وفرنسا وبلجيكا. غادر المنشد جاي سي الفرقة في عام 2000 وأنشأ براج إرما. في عام 2002، انضم عازف الإيقاع ماتياس فاجوينيز والمغني لو إرملا بونوس إلى المجموعة. الألبوم كل شيء يجب أن يتغير خرج في عام 2005 على موسيقى تسمى بونسا.

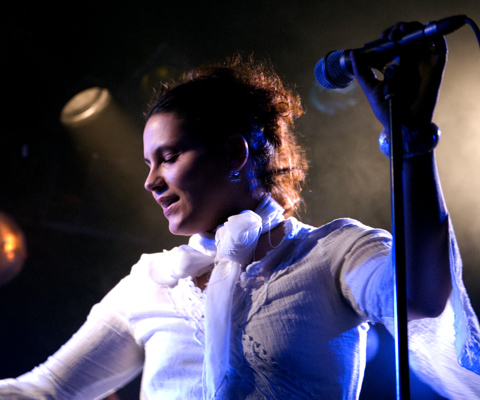

غادرت لاحقا وانضمت هند الراوي من مصر إلى الفرقة في عام 2014. ألبومهم الثالث، تحت ظلال البنفسج خرج في عام 2014. معظم أغاني الفرقة تغنى باللغة العربية.

## ديسكغرفي
- شريط صوتي ذاتي الإنتاج مكون من 6 عناوين (1994)
  1. الصلاة
  2. طفل ودمية
  3. سبيدمان
  4. مرحبا بكم في ذهني
  5. جد جيسي
  6. ورد أورنج الأحمر
- شريط صوتي ذاتي الإنتاج مكون من 4 عناوين (1996)
  1. راي
  2. دي شتات
  3. بالي
  4. قريتي
- ورد أورنج (1997)
  1. اناكوندا فتاة
  2. ماريا ديل سول
  3. باتا
  4. دي شتات
  5. أنا أموت
  6. الثالوث
- كل شيء يجب أن يتغير (2005) (سنيب فرنسا: الذروة رقم 141)[3]
  1. مالديتو (ملعون)
  2. حبيبي (حبيبي)
  3. شفت الخوف (رأيت الخوف)
  4. الصحراء يصفه
  5. نفسي (روحي)
  6. سوفرانس
  7. بلاما
  8. يزمان (منذ زمن طويل)
  9. دينيا (الحياة)
  10. بنديمينا (قلبي مؤلم)
  11. أيوب (المسار الخفي)[4]
- تحت ظلال البنفسج (2014) (سنيب فرنسا: الذروة رقم 84)[3]
  1. عمتي
  2. فقدت
  3. يا سيدي
  4. بيتشا
  5. القدس
  6. ماريا
  7. وداعا كô
  8. المكسيك
  9. النوبي
  10. الصندوق الاسود
  11. الوردي ما
  12. أكوا

## روابط خارجية
- ورد أورنج على ماي سبيس
- بريكوسنوف إرمني نسخة محفوظة 22 أكتوبر 2020 على موقع واي باك مشين. (الفرنسية، عينات الصوت)
- موسيقى (الفرنسية، عينات الصوت)
- وردة أورنج ديسكغرفي في موسيكبرينز